# 사쿠라이 하루미
사쿠라이 하루미(일본어: 櫻井 浩美, 1982년 10월 21일 ~ )는 일본의 여성 성우이다. 도쿄도 출신. 2009년 1월까지 오피스CHK 소속이었으나 자진 퇴사. 그 후 프리랜서로 활동하다 2009년 2월부터 겐키 프로젝트에 소속, 2009년 9월부터는 오피스 와타나베에 소속되었다.

## 출연작품
※ 굵은 글씨는 주역 또는 히로인

### TV 애니메이션
2002년
- X-MEN 에볼루션 (키티 프라이드, 섀도우 캣)

2003년
- 모험유기 플러스타 월드 (데리)

2004년
- 오늘부터 마왕! (산그리아, 질다, 여성, 누나(언니), 여성A, 무녀, 여자아이)

2005년
- 오늘부터 마왕! 제2 시리즈 (산그리아, 여자, 아이, 여성, 여병사)
- 우에키의 법칙 (카무이 롯소)

2006년
- 건퍼레이드 오케스트라 (히코무로 아즈사)

2008년
- H2O -FOOTPRINTS IN THE SAND- (코히나타 하야미)
- 오늘부터 마왕! 제3 시리즈 (산그리아, 라이라의 언니)
- 연희무쌍 (손권)

2009년
- 페어리테일 (리사나 스트라우스(유년))

2010년
- 어떤 마술의 금서목록 II - (무스지메 아와키)
- Angel Beats! - (나카무라 유리)

2011년
- 성흔의 퀘이사 II - (세타 미유키)

### OVA
2007년
- 오늘부터 마왕!R (산그리아)

2008년
- 츠마시보리 (코토츠키 마도카) : 카자네 (風音) 명의
- ToHeart2 ad (시루파)

2009년
- 15미소녀표류기 (아소 사오리) : 카자네 (風音) 명의
- ToHeart2 adplus (시루파)

### 게임
2002년
- 어둠의 목소리II (村瀬麻里江) : 카자네 (風音) 명의

2003년
- 충술사 (사사하라 유이) : 카자네 (風音) 명의
- いけない保健室 (나루미 사야카) : 카자네 (風音) 명의
- 유욕유희 (쿠리바야시 시즈쿠) : 카자네 (風音) 명의
- 먹기 좋은 때 ~한 지붕 아래에서~ (사와무라 나노) : 카자네 (風音) 명의
- 남색의 광시곡~Deep Blue Rhapsody~ (彩倉聡美) : 카자네 (風音) 명의
- 동인지 직매회를 하자! (사이죠 키이코) : 카자네 (風音) 명의
- 이쪽에서 저쪽까지 (사쿠라 카나에) : 카자네 (風音) 명의
- 어둠의 목소리 III ~오망삼욕 마방진~ (오하라 미츠에) : 카자네 (風音) 명의
- 오게레츠 대백과 외전~마시나의 휘석~ (サリィ) : 카자네 (風音) 명의
- STRAY SHEEP 치욕의 참회실 (橘沙耶香) : 카자네 (風音) 명의

2004년
- OL사냥～젖은 오피스～ (一舎蛍) : 카자네 (風音) 명의
- 유감 간호사 (오가타 마나미) : 카자네 (風音) 명의
- MOE러브 ~여름빛 기숙사~ (우라베 시즈카) : 카자네 (風音) 명의
- 능욕장 (雛形円) : 카자네 (風音) 명의
- フェチ2 表の記憶 (하지카노 유카리) : 카자네 (風音) 명의
- フェチ2 裏の記憶 (하지카노 유카리) : 카자네 (風音) 명의
- Blaze of Destiny II The beginning of the fate (レイリア) : 카자네 (風音) 명의
- MinDeaD BlooD ～지배자를 위한 광사곡～ (折原仁美, 篠原芳江) : 카자네 (風音) 명의
- have relations with… ~마호와 카타호~ (巴) : 카자네 (風音) 명의
- 화이트 브레스 (柊歩) : 카자네 (風音) 명의
- IZUMO2 (야츠후사) : 카자네 (風音) 명의
- MinDeaD BlooD ~마유와 마나의 수혈상자~ (折原仁美, 篠原芳恵) : 카자네 (風音) 명의
- 스즈리 선생과 26개의 음란한 젖가슴 (七瀬莉菜)
- 치한은 범죄! (成宮すもも) : 카자네 (風音) 명의
- 진설 엽기의 우리 (레베카 드 몬발 나스, 안도 요시코) : 카자네 (風音) 명의
- 끝없는 하늘 (柿崎詩音) : 카자네 (風音) 명의
- 인형 유적 (디아나) : 카자네 (風音) 명의
- 천사☆악마 -ANGEL or DEVIL- (リュミエール) : 카자네 (風音) 명의

2005년
- 꼬마마녀 아라모드 2 ~ 빛과 어둠의 에트랑제~ (레이스) : 카자네 (風音) 명의
- 혼향 ~타마유라~ (아키즈키 카스미) : 카자네 (風音) 명의
- 파스텔 차임 Continue (미츠오카 쿠온) : 카자네 (風音) 명의
- 월면기지전 프리미엄BOX Vol.1 로켓의 여름편 (벨치아 헤리아) : 카자네 (風音) 명의
- Natural Another One 2nd -Belladonna- (스즈리 아오바) : 카자네 (風音) 명의
- 물건의 마음, 물건의 소녀. (코우즈카 마리네) : 이즈미 마유 (和泉真優) 명의
- 차륜의 나라, 해바라기의 소녀 (오오네 쿄코) : 카자네 (風音) 명의
- GALZOO 아일랜드 (메이드) : 카자네 (風音) 명의
- 야도희참귀행 (브륜힐데) : 카자네 (風音) 명의

2006년
- 건퍼레이드 오케스트라 백의 장 ~아오모리 펭귄 전설~ (여자, 점원)
- StarTRain (엔비 카나데) : 카자네 (風音) 명의
- 고어 스크리밍 쇼 (미소노 키이카) : 카자네 (風音) 명의
- Pia♥캐롯에 어서 오세요!! G.O. ~그랜드 오픈~ (쿠네기 아야노) : 카자네 (風音) 명의
- 강아지와 살자 (탠도지 세이카) : 카자네 (風音) 명의
- IZUMO2 학원광상곡 (야츠후사) : 카자네 (風音) 명의
- 히다마리 (다이소우지 유키) : 카자네 (風音) 명의
- H2O -FOOTPRINTS IN THE SAND- PC판 (코히나타 햐아미) : 이즈미 마유 (和泉真優) 명의
- 건퍼레이드 오케스트라 청의 장 ~빛의 바다로부터 편지를 보냅니다~ (히코무로 아즈사)
- 메이드씨와 대검 (아이젠 리오) : 이즈미 마유 (和泉真優) 명의
- 바껴랏! (와카타베 요코) : 카자네 (風音) 명의
- 츠마시보리 (코토츠키 마도카) : 카자네 (風音) 명의
- 멘 앳 워크!4 ~헌터들이여 영원히~ (레이나 클라이톤) : 카자네 (風音) 명의
- 카오스 워즈 (셰리, 카렌)
- 기계장치의 이브 ~Dea Ex Machina~ (팜) : 카자네 (風音) 명의
- 오타쿠☆전속력으로 (오쿠이 아사미) : 카자네 (風音) 명의
- 피규@메이트 (카나이 쥴리아라스, 제노사이드) : 미라우 (未来羽) 명의
- Under The Moon (아셰) : 카자네 (風音) 명의
- 던전 크루세이더즈 (세실리아 웬스어스) : 카자네 (風音) 명의
- 오키츠네 Summer ~여름 합숙·여자 아이와 함께~ (노토 마리에) : 카자네 (風音) 명의
- 푸른하늘 마지카!! (티리나) : 카자네 (風音) 명의

2007년
- 론드 리플렛 (로비넷타 아슈레이) : 카자네 (風音) 명의
- 엠피 Maid promotion master (아키츠키 코마리) : 카자네 (風音) 명의
- 연희무쌍 ~두근☆소녀들의 삼국지 연의~ (손권, 손책) : 카자네 (風音) 명의
- 차륜의 나라, 유구의 소년 소녀 (오오네 쿄코) : 카자네 (風音) 명의
- 프리미티브 링크 (하루노 유메) : 카자네 (風音) 명의
- EVE new generation X (호죠 마리나) : 카자네 (風音) 명의
- 컬러풀☆에듀케이션 (소리모리 아이나) : 미라우 (未来羽) 명의
- 마법전사 심포닉 나이츠 (타치바나 아리스) : 미라우 (未来羽) 명의
- 유격경함 파트베셀 ~이쪽 수도권 상공 푸른 하늘서~ (나나세 히카리) : 미라우 (未来羽) 명의
- EXE (키후네 미오) : 카자네 (風音) 명의
- 코이토레 ~REN-AI TRAINING~ (사와자키 우타와) : 카자네 (風音) 명의
- 드라크리우스 (리안 루체 디메르모르) : 카자네 (風音) 명의
- 사랑하는 소녀와 수호의 방패 PC판 (츠바키하라 렌) : 카자네 (風音) 명의
- 노을빛으로 물드는 언덕 (카타기리 유우히) : 카자네 (風音) 명의
- 비취의 물방울 비색의 파편2 (야사카 마오)
- Under The Moon -달빛 그림책- (아셰) : 카자네 (風音) 명의
- 마법전사 엘릭실 나이츠 (타치바나 아리스(엘릭실 라임)) : 미라우 (未来羽) 명의
- √after and another (코히나타 하야미) : 이즈미 마유 (和泉真優) 명의
- 세상에서 가장 NG인 사랑 (아마기 카야) : 카자네 (風音) 명의
- MagusTale ~세계수와 사랑하는 마법사~ (니나 제미니스) : 카자네 (風音) 명의
- 가장 끝자락의 이마 풀 보이스판 (혼도 사야카) : 카자네 (風音) 명의
- 내일의 너와 만나기 위해 (나나미 미나) : 카자네 (風音) 명의
- Pia♥캐롯에 어서오세요!! G.O. SUMMER FAIR (쿠네기 아야노)
- 모에모에 2차 대전(略) (루델, 루리)

2008년
- 오나토레! 동갑내기와 H한 트레이닝 (타카하타 이츠키) : 카자네 (風音) 명의
- 콘체르토 노트 (유즈키 사요리) : 카자네 (風音) 명의
- 어둠의 목소리 ZERO (오오바 에리) : 카자네 (風音) 명의
- 모두의 노래 ~Everyone’s song~ (후지사와 쿄) : 카자네 (風音) 명의
- 사쿠라 슈트랏세 (아야세 유카) : 카자네 (風音) 명의
- 리틀 버스터즈! 엑스터시 (토키도 사야) : 카자네 (風音) 명의
- To Heart2 Another Days (시루파) : 카자네 (風音) 명의
- 냉철냉정 그래서 XXX !! (타케미야 히나) : 카자네 (風音) 명의
- 노스트라다무스에게 물어봐♪ (스트라) : 카자네 (風音) 명의
- 초앙섬인 하루카 (타카모리 하루카) : 카자네 (風音) 명의
- 창해의 황녀들 (사피느 크리첸) : 카자네 (風音) 명의
- 심술궂은 My Master (소녀) : 카자네 (風音) 명의
- 전투 처녀 발키리2「주여, 추잡한 저를 용서해 주세요……」 (파프닐) : 카자네 (風音) 명의
- H2O 플러스 PS2판 (코히나타 햐아미)
- 소녀마법학 리틀 위치 로마네스크 (로제타) : 카자네 (風音) 명의
- 사쿠란보 슈트랏세 (아야세 유카) : 카자네 (風音) 명의
- 두근두근 마녀신판2 (하오리 쿠레하)
- 사랑하는 소녀와 수호의 방패 -The shield of AIGIS- PS2판 (츠바키하라 렌)
- 프린세스 러버 (샤를로트 헤이젤링크) : 카자네(風音) 명의
- 노예장교 클라리스 -백탁의 글로리에- (브렌다 오르비) : 미라우 (未来羽) 명의
- 음몽학원「안돼……이렇게 되버리는 건 꿈속에서뿐이야……！」(텐도지 아이카) : 미라우 (未来羽) 명의
- 거꾸로 오르는 허리케인 (모리나가 유카리) : 카자네 (風音) 명의
- 세이크리드그라운드 (타치바나 아리스(엘릭실 라임)) : 미라우 (未来羽) 명의
- 마법전사 렘티아 나이츠 (타치바나 아리스(엘릭실 라임)) : 미라우 (未来羽) 명의

2009년
- 앰버 쿼츠 -Amber Quartz- (토키쿠니 미야코/무녀 아가씨) : 카자네 (風音) 명의
- 재기발랄 재색겸비의 그대들에게 (타치바나 사이카) : 카자네 (風音) 명의
- 마지스키 ~Marginal Skip~ (미사기리 카나데) : 카자네 (風音) 명의
- 여름색 스트레이트! (스메라기 이츠키) : 카자네 (風音) 명의
- 진지하게 날 사랑해! (이타가키 아미) : 카자네 (風音) 명의
- 새하얀 색 심포니 -Love is pure white- (세나 란카, 팡냐) : 카자네 (風音) 명의
- WLO~세계연애기구~ (이오로이 호타루) : 카자네 (風音) 명의
- 꽃과 소녀에게 축복을 (나기시로 미야코) : 카자네 (風音) 명의
- 姬狩りダンジョンマイスタ 공주사냥 던전 마이스터 (리리) : 미라우 (未來羽) 명의
- 와! 마법전사의 학원제 (타치바나 아리스(엘릭실 라임)) : 미라우 (未来羽) 명의

2010년
- 사랑색 하늘모양 (하시모토 유우키) : 카자네 (風音) 명의
- 여름에 울려퍼지는 우리들의 노래 (오오조라 마나츠) : 카자네 (風音) 명의
- Riddle garden (클레어) : 카자네 (風音) 명의
- 연애최면 ~츤한 그녀가 데레해지는 최면~ (아이사카 츠구미) : 세라키와카나 (瀬良木若菜) 명의
- 하늘을 우러러보며 구름높이 (로리에) : 마나카 우미 (真中海) 명의
- 전여신 verita (에크리아/리리) : 미라우 (未来羽) 명의

### 라디오
- 쿠르스가와 중공 Presents 메이드로봇 3자매 라디오 시작했습니다 - (인터넷 라디오, (하기와라 에미코, 야마카와 코토미)와 공동진행, 2009년 9월 7일 - 2010년 4월 5일)
- ANGEL BEATS! SSS RADIO -인터넷 라디오,(하나자와 카나, 키타무라 에리)와 공동진행. (2010년 3월 18일 - )
- 칭찬 받아 크는 라디오 PP - 인터넷 라디오, 오기하라 히데키와 공동진행, (2007년 3월 8일 - )